# Arthur Franke
Arthur Franke (ur. 5 sierpnia 1909 w Berlinie, zm. 23 października 1992 w Rüdersdorf koło Berlina) – wschodnioniemiecki generał, szef wywiadu wojskowego NRD. 

## Życiorys
Pochodzenia robotniczego – ojciec był pracownikiem drogowym. Ukończył szkołę podstawową, praktykował w zawodzie stolarskim (1923–1927) i był zatrudniony w tym charakterze (1927–1930). Członek Niemieckiego Związku Zawodowego Pracowników Drzewnych (Deutsche Holzarbeiterverband) (1928–) i Komunistycznej Partii Niemiec (1930–); bezrobotny (1930–1933). Od 1933 prowadził nielegalną pracę polityczną w dzielnicy Berlina-Moabit. Pracował jako cieśla w firmie budowlanej Philipp Holzmann w Berlinie (1933–1934). W 1934 zajmował się nielegalną pracą partyjną w Pradze. W 1938 udał się do Paryża, następnie do Hiszpanii, gdzie walczył w XI Brygadzie Międzynarodowej im. Ernsta Thälmanna (1938-1939) nad Ebro, oraz w okolicach Corbery i Gandesy. Ranny przebywał w szpitalach w Mataró i Barcelonie. Wstąpił do Komunistycznej Partii Hiszpanii. Internowany we Francji m.in. w Saint-Cyprien i Le Vernet (1939). W 1941 przekazany Gestapo przebywał w areszcie w Berlinie-Tegel, wywieziony do obozu koncentracyjnego Sachsenhausen (1942–1945), dokonał ucieczki podczas marszu śmierci więźniów.
Sekretarz ds. propagandy KPN/SED dzielnicy Berlin Tiergarten (1945–1947) i pracownik komitetu okręgowego SED w Berlinie (1947–1948). W tym okresie ukończył Wojewódzką Szkołę Partyjną (Landesparteischule) w Bestensee (1946). Został skierowany do służby w policji w której pełnił funkcję (w stopniu komisarza) naczelnika wydziału w Prezydium Policji w Berlinie (1949-). Po studiach w Wyższej Szkole Partyjnej im. Karola Marksa (Parteihochschule Karl Marx - PHS) w Kleinmachnow (1950–1951) przeszedł do organizowanych ówcześnie w NRD struktur wojskowych, w których był m.in. (w randze inspektora Policji Ludowej lub pułkownika) zastępcą szefa i kierownikiem wydziału politycznego w działającej pod przykrywką Aeroklubu jednostce lotniczej Skoszarowanych Oddziałów Policji Ludowej NRD (VolksPolizai-Luft) (1951–1956). Po formalnym utworzeniu Narodowej Armii Ludowej kontynuował służbę w lotnictwie/obronie przeciwlotniczej (1956–1959). Był członkiem komitetu okręgowego SED w Chociebużu (1956–1958). Powierzono mu kierownictwo Zarządem Wywiadu w MON (1959–1974). Ukończył kurs dla kadr kierowniczych w Akademii Wojskowej im. Friedricha Engelsa w Dreźnie (Militärakademie Friedrich Engels – MAK Friedrich Engels) (1968). W 1975 przeszedł na emeryturę.

## Awanse
- 1966 - gen. major
- 1974 - gen. por.